# Hökhonungsfågel
Hökhonungsfågel (Gliciphila undulata) är en fågel i familjen honungsfåglar inom ordningen tättingar.

## Utseende och läte
Hökhonungsfågeln är en medelstor honungsfågel med en lång och nedåtböjd näbb. Fjäderdräkten är tätt fjällig i vitt och brunt (likt en hök, därav namnet), med matt olivbruna vingar. Vanligaste lätet består av djupa och mjuka visslingar, ofta avgivna i par men ibland i längre serier.

## Utbredning och systematik
Fågeln förekommer i bergsskogar på Nya Kaledonien. Den behandlas som monotypisk, det vill säga att den inte delas in i några underarter.

### Släktestillhörighet
Det råder oenighet vilket släkte arten bör placeras i. Tongivande Clements et al placerar den tillsammans med aprikoskronad honungsfågel och svartkronad honungsfågel i Gliciphila, medan IOC bryter ut den och svartkronad honungsfågel i det egna släktet Glycifohia.

## Levnadssätt
Hökhonungsfågeln hittas i de flesta miljöer. Den är dock vanligare på högre höjd och i mer bevarad, ursprunglig vegetation.

## Status
Arten har ett begränsat utbredningsområde, men beståndet anses vara stabilt. IUCN kategoriserar arten som livskraftig.